# Douglas Z. Doty

Douglas Zabriskie Doty est un scénariste américain né le 15 octobre 1874 à New York (État de New York) et mort le 20 février 1935 à Los Angeles (Californie).

## Filmographie
Longs métrages
- 1920 : Two Kinds of Love de B. Reeves Eason
- 1920 : Risky Business de Harry B. Harris et Rollin S. Sturgeon
- 1920 : Beautifully Trimmed de Marcel De Sano
- 1921 : Figures du passé (Society Secrets) de Leo McCarey
- 1921 : The Dangerous Moment de Marcel De Sano
- 1921 : Sham (en) de Thomas N. Heffron
- 1921 : Vite, embrassez-moi ! de Thomas N. Heffron
- 1921 : Le Chapitre de l'amour (en) de Joseph Henabery
- 1921 : The Rage of Paris de Jack Conway
- 1921 : The Speed Girl de Maurice S. Campbell
- 1922 : Mamzelle sans nom de Chester M. Franklin
- 1923 : A Prince of a King de Albert Austin
- 1924 : How to Educate a Wife de Monta Bell
- 1924 : Broadway After Dark de Monta Bell
- 1924 : Circé de Robert Z. Leonard
- 1924 : La Femme de Don Juan de King Vidor
- 1925 : A Fool and His Money de Erle C. Kenton
- 1925 : Who Cares (en) de David Kirkland
- 1925 : After Business Hours de Malcolm St. Clair
- 1925 : The Danger Signal de Erle C. Kenton
- 1925 : Fighting the Flames de B. Reeves Eason
- 1925 : The Great Sensation de Jay Marchant
- 1925 : Incognito de Monta Bell
- 1925 : The Unchastened Woman de James Young
- 1925 : The Wedding Song de Alan Hale
- 1926 : Dé Rouge de William K. Howard
- 1926 : Young April (en) de Donald Crisp
- 1927 : Nobody's Widow de Donald Crisp
- 1927 : Man Bait de Donald Crisp
- 1927 : Vanity (en) de Donald Crisp
- 1927 : Le Brigadier Gérard de Donald Crisp
- 1927 : Son beau geste (Dress Parade) de Donald Crisp
- 1928 : Tenth Avenue de William C. de Mille
- 1928 : Martini dry (Dry Martini) de Harry d'Abbadie d'Arrast
- 1928 : Après la rafle de Irving Cummings
- 1929 : The Veiled Woman (en) de Emmett J. Flynn
- 1929 : À fond de cale (en) de Kenneth Hawks
- 1929 : Pleasure Crazed de Donald Gallaher et Charles Klein
- 1930 : The Leather Pushers de Albert H. Kelley
- 1930 : Laughter de Harry d'Abbadie d'Arrast
- 1930 : College Lovers (en) de John G. Adolfi
- 1931 : Rive gauche de Alexander Korda
- 1931 : Lo mejor es reír de E.W. Emo et Florián Rey
- 1931 : Die Männer um Lucie d'Alexander Korda
- 1932 : L'Accusateur silencieux (en) de Marcel Varnel
- 1932 : Drifting de Louis King
- 1933 : Racetrack de James Cruze
- 1933 : The Important Witness de Sam Newfield
- 1933 : Femme d'honneur de Gregory La Cava
- 1934 : Three on a Honeymoon de James Tinling
- 1938 : Adieu pour toujours de Sidney Lanfield

## Nominations
- Oscars du cinéma 1931 : Oscar de la meilleure histoire originale pour Laughter